# Tjärnåstjärnen (Kalls socken, Jämtland)
Tjärnåstjärnen är en sjö i Åre kommun i Jämtland och ingår i Indalsälvens huvudavrinningsområde. Sjön har en area på 0,0628 kvadratkilometer och ligger 458,5 meter över havet.

## Delavrinningsområde
Tjärnåstjärnen ingår i det delavrinningsområde (706546-138265) som SMHI kallar för Mynnar i Hästskotjärnen. Medelhöjden är 460 meter över havet och ytan är 1,17 kvadratkilometer. Det finns ett avrinningsområde uppströms, och räknas det in blir den ackumulerade arean 20,3 kvadratkilometer. Vattendraget som avvattnar avrinningsområdet har biflödesordning 2, vilket innebär att vattnet flödar genom totalt 2 vattendrag innan det når havet efter 371 kilometer. Avrinningsområdet består mestadels av skog (94 procent). Avrinningsområdet har 0,07 kvadratkilometer vattenytor vilket ger det en sjöprocent på 5,7 procent.